# St. Christoph (Złoty Stok)

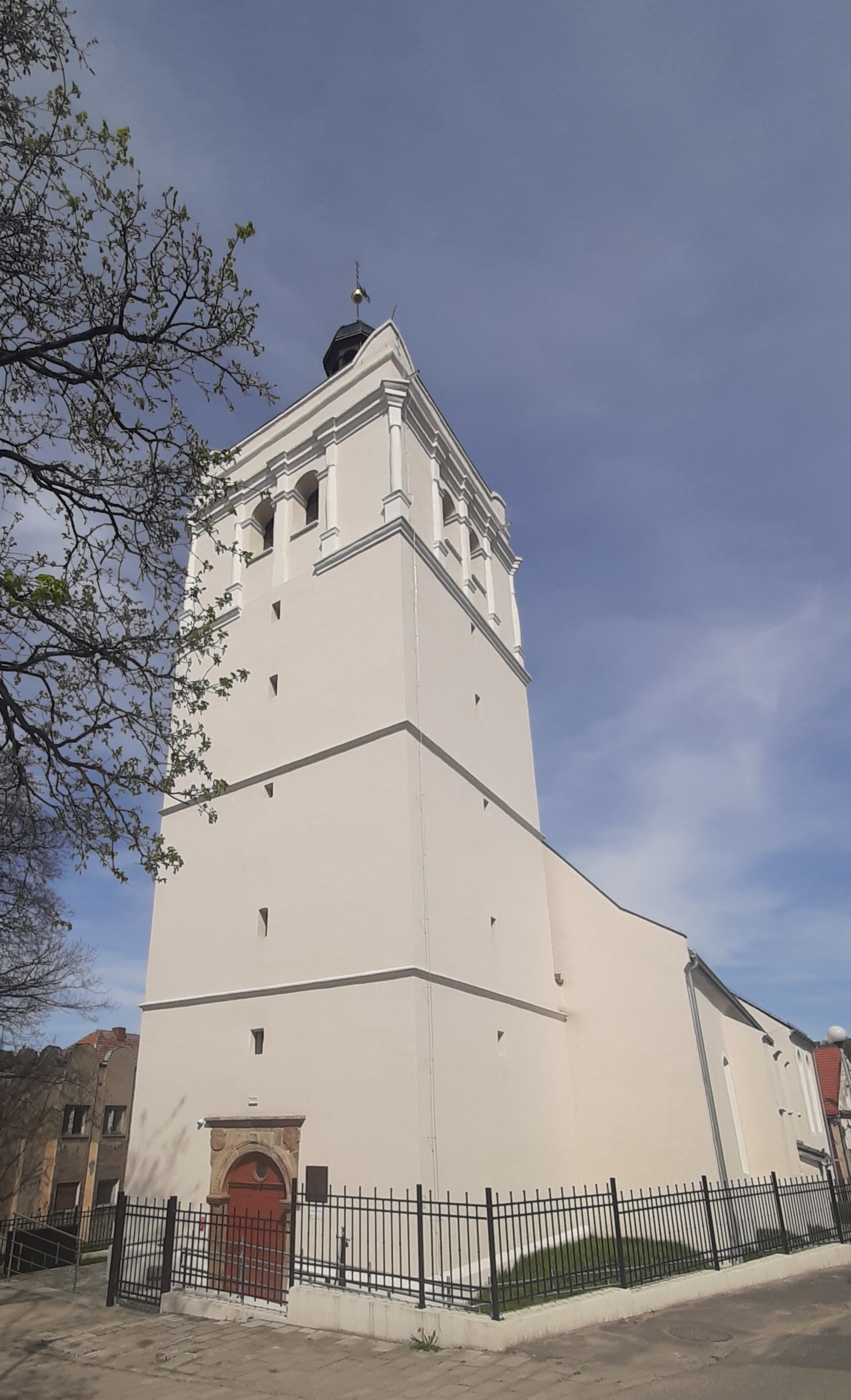
Złoty Stok, St. Christoph

Die Kirche St. Christoph in Złoty Stok (deutsch Reichenstein/Schlesien) ist ein denkmalgeschütztes Kirchengebäude in der Woiwodschaft Niederschlesien in Polen. Das profanierte Bauwerk wurde bis 2022 restauriert.

## Geschichte
In Quellen um 1331 wird die Kirche „Erlöserkirche“ genannt. Im 16. Jahrhundert wurde der spätgotische Bau im Renaissancestil umgebaut, worauf die Jahreszahl 1545 im Hauptportal verweist. Auch wurde ein Glockenturm errichtet. Infolge der Reformation wurde die Kirche Pfarrkirche. 1687 musste sie den Katholiken übergeben werden, wurde aber nach dem Frieden von Altranstädt 1707 restituiert. Die Gemeinde gehörte im 19. und frühen 20. Jahrhundert zum Kirchenkreis Glatz der preußischen Kirchenprovinz Schlesien. Die Innenausstattung stammte vor allem aus dem 17. und 18. Jahrhundert.
Infolge von Nichtnutzung nach der polnischen Übernahme der Region begann der Bau zu verfallen. In den 1980er Jahren wurde der Innenraum als Sporthalle genutzt. Von der Ausstattung blieb nur der Hauptaltar erhalten. Nach umfassender Sanierung 2020–2022 wurde die Kirche zu einem Ausstellungsraum umfunktioniert.